# Smocza Jama

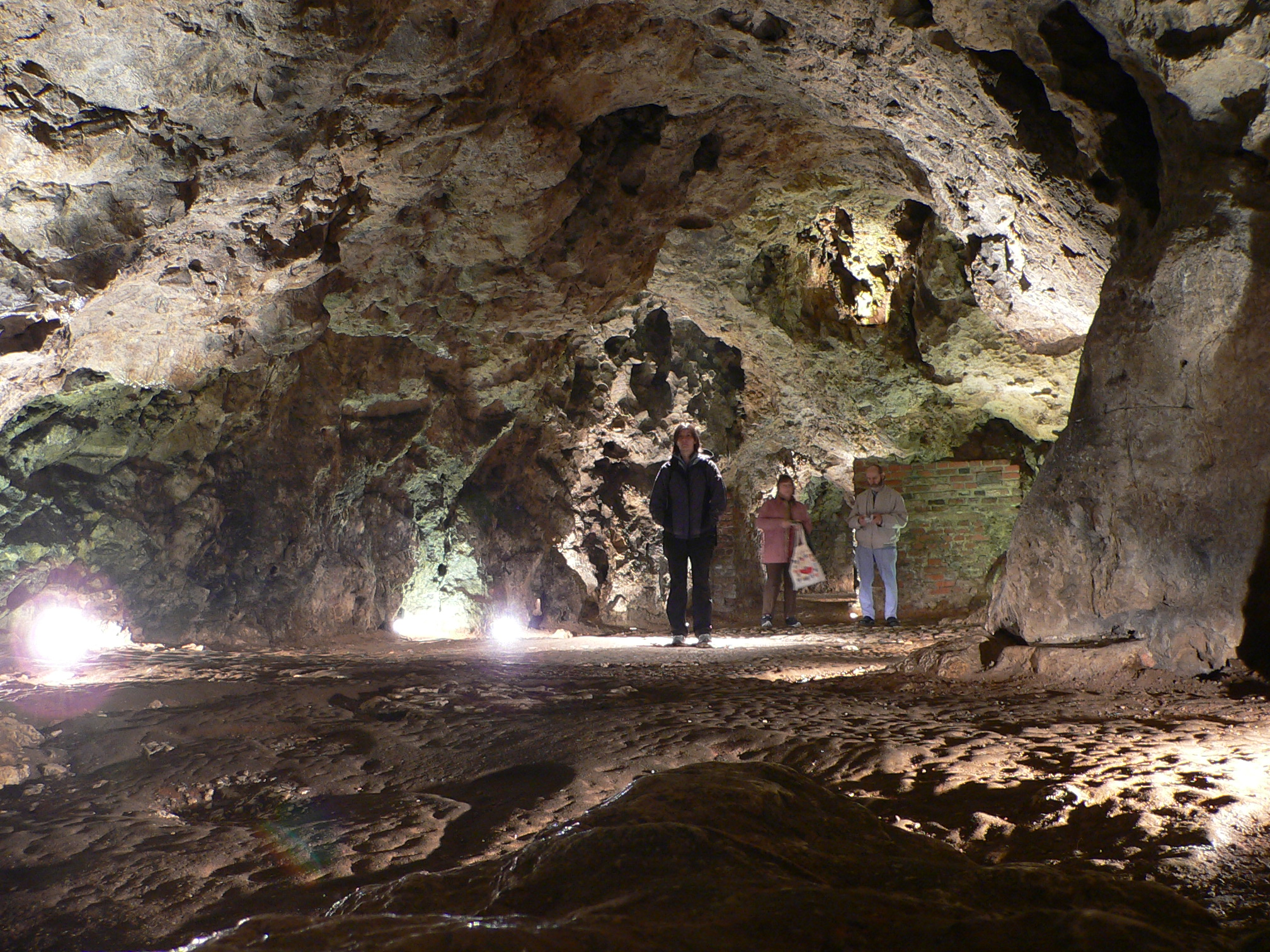
Nội thất của Dragon's Den

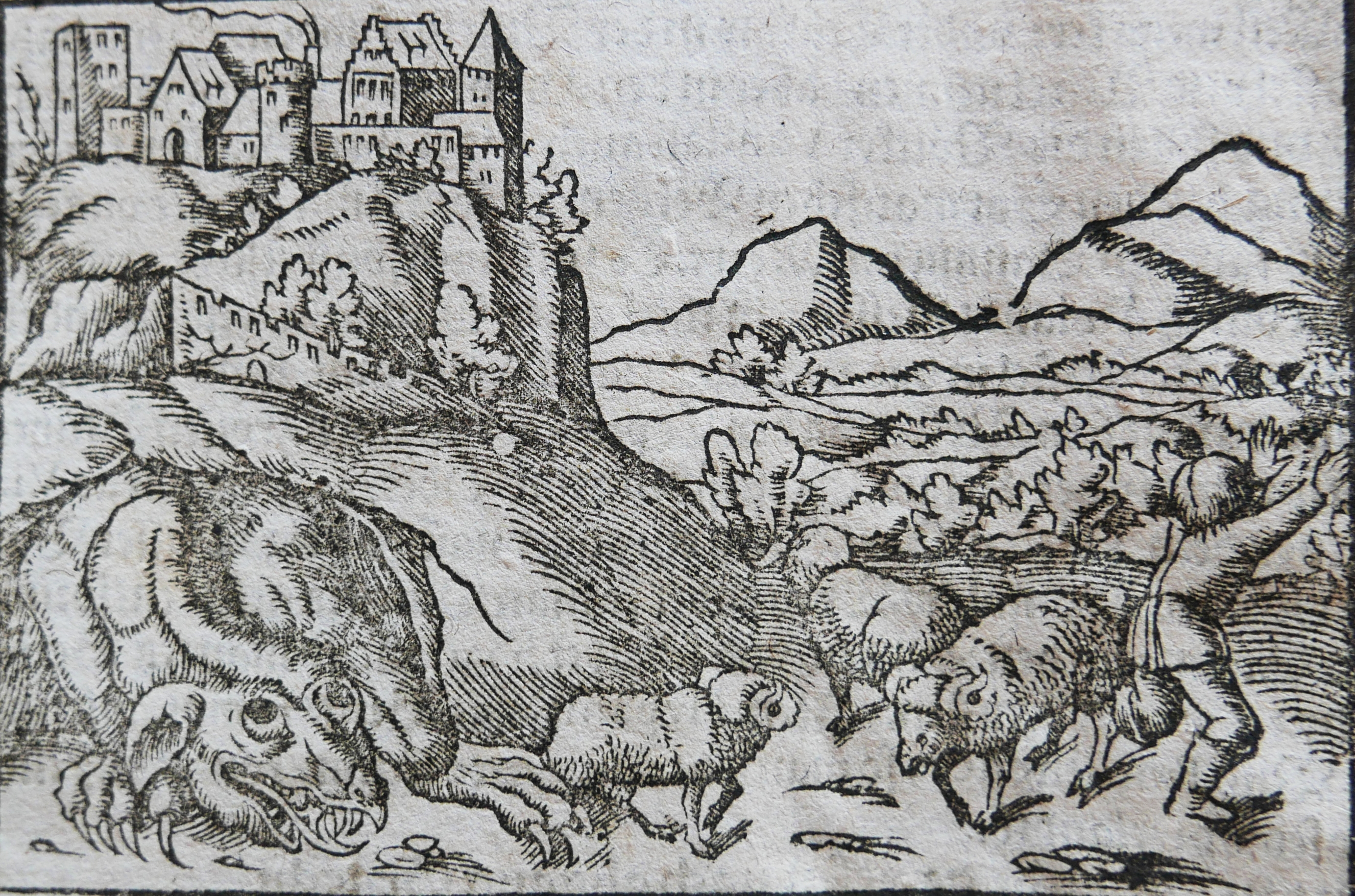
Rồng trong hang dưới chân đồi Wawel (Cosmographie Universalis, 1544)

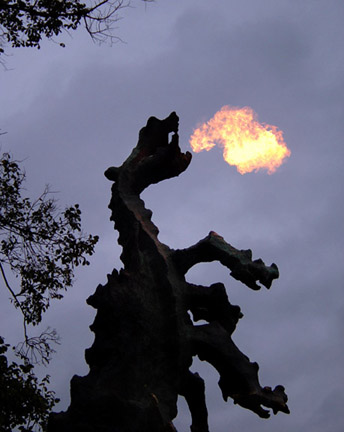
Tượng rồng

Smocza Jama (tiếng Ba Lan có nghĩa là "sào huyệt rồng") là một hang động đá vôi nằm trên đồi Wawel ở Kraków. Nhờ vào vị trí của nó ở trung tâm thủ đô Ba Lan cũ và có mối liên hệ với Wawel Dragon huyền thoại, đây là hang động nổi tiếng nhất ở Ba Lan.

## Hình thái
Smocza Jama có hai lối vào, một lối vào tự nhiên và nhân tạo - giếng nước xây dựng vào thế kỷ 19. Chúng được kết nối bởi ba buồng lớn. Một lối đi phụ, được phát hiện vào năm 1974, dẫn dưới Nhà thờ St. Stanislaus và St. Wenceslaus. Trong các bể ngầm, tồn tại sự sống của các sinh vật giáp xác hiếm như troglobiont, niphargus tatrensis, động vật biển đang bị diệt vong của Phân đại Đệ tan.
Smocza Jama có chiều dài 276 m và chiều sâu 15 m.

## Lịch sử
Vì trong cuộn dây của một tảng đá nào đó, một con quái vật hung dữ hung dữ, được một số người gọi là thánh. Tính phàm ăn của nó là do mỗi tuần một số lượng cụ thể các đầu gia súc, theo số ngày. Nếu công dân bỏ bê việc phục vụ cho quái vật, như thể hiến tế, họ sẽ bị trừng phạt bằng cách trả thay bằngđầu của con người. Gracchus, không thể chịu đựng được tai họa như vậy, vì ông ta có nhiều tình yêu đối với vùng đất mà anh ta sống hơn là con trai của mình, bí mật triệu tập các con trai, đưa ra kế hoạch của mình, đưa ra lời khuyên. "Đây là những kẻ thù" - ông nói - "với lòng can đảm - sự rụt rè, với mái tóc hoa râm, với tuổi trẻ - sự lười biếng. Vì nó không có can đảm nếu nó rụt rè, không có tóc bạc. Hơn nữa, nếu không có cơ hội để rèn luyện lòng can đảm, người ta cần phải hình dung nó. Ai, vì thế, sẽ từ chối vinh quang đến với chính mình, trừ khi anh ta hoàn toàn khéo léo! Tuy nhiên, hạnh phúc của công dân, được bảo vệ và bảo tồn, Một chiến thắng cho sự vĩnh viễn. Vì một người không nên quan tâm đến bản thân mình, khi có nguy hiểm cho công chúng. Vì vậy, nó sẽ khiến bạn [...] phải tự mình giết chết quái vật, điều đó khiến bạn phải đối mặt với nó [...]. "— Wincenty Kadłubek, Chronica Polonorum

 Smocza Jama được nhắc đến lần đầu tiên vào đầu thế kỷ thứ 12 trong cuốn Chronica Polonorum của Wincenty Kadłubek, cũng là nguồn gốc của phiên bản đầu tiên của giai thoại Wawel Dragon, sau đó được phát triển thêm bởi Jan Długosz và Marcin Bielski. Tên của hang động được đưa ra lần đầu tiên vào năm 1551 trong Kronika wszystkiego wiata của Marcin Bielski.
Vào thế kỷ 16 và 17, một ngôi nhà công cộng nổi tiếng bệnh hoạn đã hoạt động ở lối vào hang và bên trong. Nó phục vụ như một nguồn cảm hứng cho các nhà thơ như Jan Andrzej Morsztyn.
Vào thế kỷ 18, Wawel đã được củng cố. Bên trong hang động, các cột chống đỡ được nâng lên dưới các bức tường, và lối vào chính của nó bị đóng gạch. Hai lỗ nhỏ hơn còn lại đã bị đóng gạch vào năm 1830. Hang động đã được mở cửa trở lại vào năm 1842 và được công chúng tiếp cận. Vào năm 1972, một bức tượng rồng lửa Wawel của Bronisław Chromy đã được dựng lên ở lối vào hang động.